# 国家国防科技工業局
国家国防科技工業局（こっかこくぼうかぎこうぎょうきょく、簡体字中国語: 国家国防科技工业局）とは、中華人民共和国の主要行政機関。
略称は「国防科工局」。英語表記「State Administration for Science, Technology and Industry for National Defence」英語略称「SASTIND」「国家国防科学技術工業局」と訳される事もある。また、英語からの二次翻訳の場合「国防科学技術国家管理局」と翻訳される場合もある。

## 概要
2008年の全人代決定に伴い設立された。国務院下の工業信息化部（工業情報化部・MIIT）（部は日本の中央省に該当）の部署となる。日本国際貿易促進協会によれば「中国政府の内部事情により、詳細情報は記載しない」とあり、機密保持性が高い部署である事が分かる。2009年10月9日米中経済安全保障調査委員会への提出資料には「SASTDIN は、国防企業政策の監督任務を付与されているが、通常はハッカー・グループ又はその活動に関連して参照付けられることはない」との記載があり、国防企業政策の監督任務が主任務と見なしている。千人計画によって、国防7校などへの外国人学者の招聘も行われている。